# Jehor Demczenko
Jehor Wasylowycz Demczenko, ukr. Єгор Васильович Демченко (ur. 25 lipca 1997 w Stepnohirśku, w obwodzie zaporoskim) – ukraiński piłkarz występujący na pozycji pomocnika w ukraińskim klubie Karpaty Lwów.

## Kariera klubowa
Wychowanek Szkoły Sportowej Metałurh Zaporoże, barwy którego bronił w juniorskich mistrzostwach Ukrainy (DJuFL). Karierę piłkarską rozpoczął 20 sierpnia 2014 roku w juniorskiej drużynie Metałurha Zaporoże U-19, a 8 sierpnia 2015 zadebiutował w Premier-lidze w zremisowanym 1:1 meczu z Howerłą Użhorod. 8 grudnia tego samego roku wyszło na jaw, że Jehor wraz z szeregiem innych zawodników opuścił Metalurg w związku z procesem likwidacji klubu. 23 stycznia 2016 roku pojawiła się informacja, że piłkarz może kontynuować karierę w klubie Zoria Ługańsk, z którym, jak się okazało 25 stycznia podpisał kontrakt na 2 lata. Jednak już 12 lutego piłkarz ogłosił, że klub z Ługańska rozwiązał z nim umowę w związku z niezadowalającymi wynikami rezonansu magnetycznego, które zawodnik wykonał w związku z chorobą kolana. 5 kwietnia 2016 podpisał kontrakt z Bukowyną Czerniowce, jednak już latem po zakończeniu sezonu rozwiązał kontrakt. Po nieudanych testach w japońskim Júbilo Iwata, 25 września 2016 zasilił skład Olimpiku Donieck, ale już zimą 2016/17 opuścił zespół za obopólną zgodą. 11 marca 2017 roku został zawodnikiem Awanhardu Kramatorsk i grał w drużynie do 2020 roku. 2 lipca 2019 został wypożyczony do klubu Kołosu Kowaliwka, ale już we wrześniu wrócił do kramatorskiej drużyny. W sierpniu 2020 podpisał kontrakt z nowo utworzonym klubem Metał Charków, który potem zmienił nazwę na Metalist Charków. 20 czerwca 2023 roku przeniósł się do lwowskich Karpat.

## Sukcesy

### Sukcesy klubowe
Metał/Metalist Charków
- mistrz Ukraińskiej Drugiej Ligi: 2020/21
- mistrz Ukraińskiej Pierwszej Ligi: 2021/22